# Egira rubricoides
Egira rubricoides är en fjärilsart som beskrevs av Barnes och Benjamin 1924. Egira rubricoides ingår i släktet Egira och familjen nattflyn. Inga underarter finns listade i Catalogue of Life.